# Lutherstadt Wittenberg
Lutherstadt Wittenberg (Plattdüütsch: Wittenbarg) is een stad in de Duitse deelstaat Saksen-Anhalt, gelegen in de Landkreis Wittenberg. De stad telt 45.425 inwoners. Als Wittenberg wordt de plaats voor het eerst genoemd in de 12e eeuw. De toevoeging Lutherstadt, naar de reformator Maarten Luther, dateert uit 1922. De relatief kleine stad dankt haar bekendheid aan het feit dat ze vaak beschouwd wordt als de plaats waar de Reformatie begonnen is. In de stad bevinden zich onder meer de Slotkerk, waar Luther zijn 95 stellingen aan de deur zou hebben genageld, de Stadskerk, waar de eerste protestantse kerkdiensten werden gehouden, het huis van Luther en het huis van de reformator Philipp Melanchthon.

## Indeling gemeente
De gemeente bestaat uit de volgende stadsdelen en Ortsteile:
- Abtsdorf, sinds 2009
- Apollensdorf, sinds 1974
- Apollensdorf Nord, sinds 1974
- Assau, sinds 2010
- Berkau, sinds 2010
- Bodemar, sinds 1993
- Boßdorf, sinds 2010
- Braunsdorf, sinds 1993
- Dobien
- Elbtor
- Elstervorstadt
- Euper, sinds 2009
- Friedenthal, sinds 2010
- Friedrichstadt
- Grabo, sinds 2010
- Griebo, sinds 2008
- Heinrichswalde
- Jahmo, sinds 2010
- Karlsfeld, sinds 2009
- Kerzendorf, sinds 2010
- Kienberge
- Kleinwittenberg, sinds 1950
- Kropstädt, sinds 2010
- Köpnick, sinds 2010
- Labetz, sinds 1938
- Lerchenbergsiedlung
- Lutherstadt Wittenberg, Wittenberg Stadt
- Mochau, sinds 2009
- Neumühle
- Nudersdorf, sinds 2005
- Piesteritz, sinds 1950
- Pratau, sinds 1993
- Reinsdorf, sinds 1993
- Rothemark
- Schloßvorstadt
- Schmilkendorf, sinds 2005
- Seegrehna, sinds 1993
- Stadtrandsiedlung
- Straach, sinds 2010
- Teuchel, sinds 1938
- Thießen, sinds 2009
- Tonmark
- Trajuhn, sinds 1950
- Wachsdorf, sinds 1993
- Weddin, sinds 2010
- Wiesigk, sinds 1950
- Wüstemark, sinds 2010

## Bekende inwoners van Wittenberg

### Geboren
- Ernst Chladni (1756-1827), natuurkundige
- Wilhelm Eduard Weber (1804-1891), natuurkundige en filosoof
- Walther Wenck (1900-1982), generaal
- Kate Bosse-Griffiths (1910-1998), egyptologe

### Overleden
- Philipp Melanchthon (1497-1560), filosoof en theoloog

### Woonachtig (geweest)
- Lucas Cranach (1472-1553), kunstschilder en apotheker
- Maarten Luther (1483-1546), theoloog en reformator (1508-1521 en 1522-1546)
- Katharina von Bora (1499-1552), gewezen non en vrouw van Maarten Luther

## Galerij

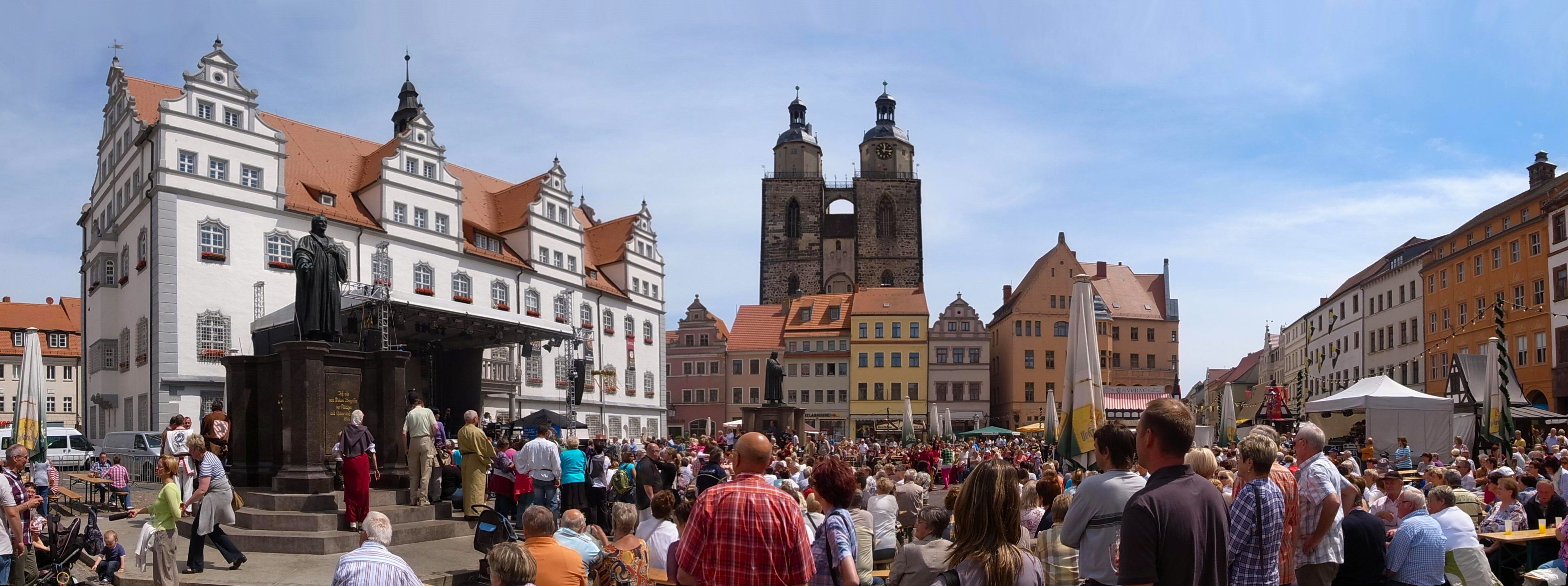
Wittenberg Markt

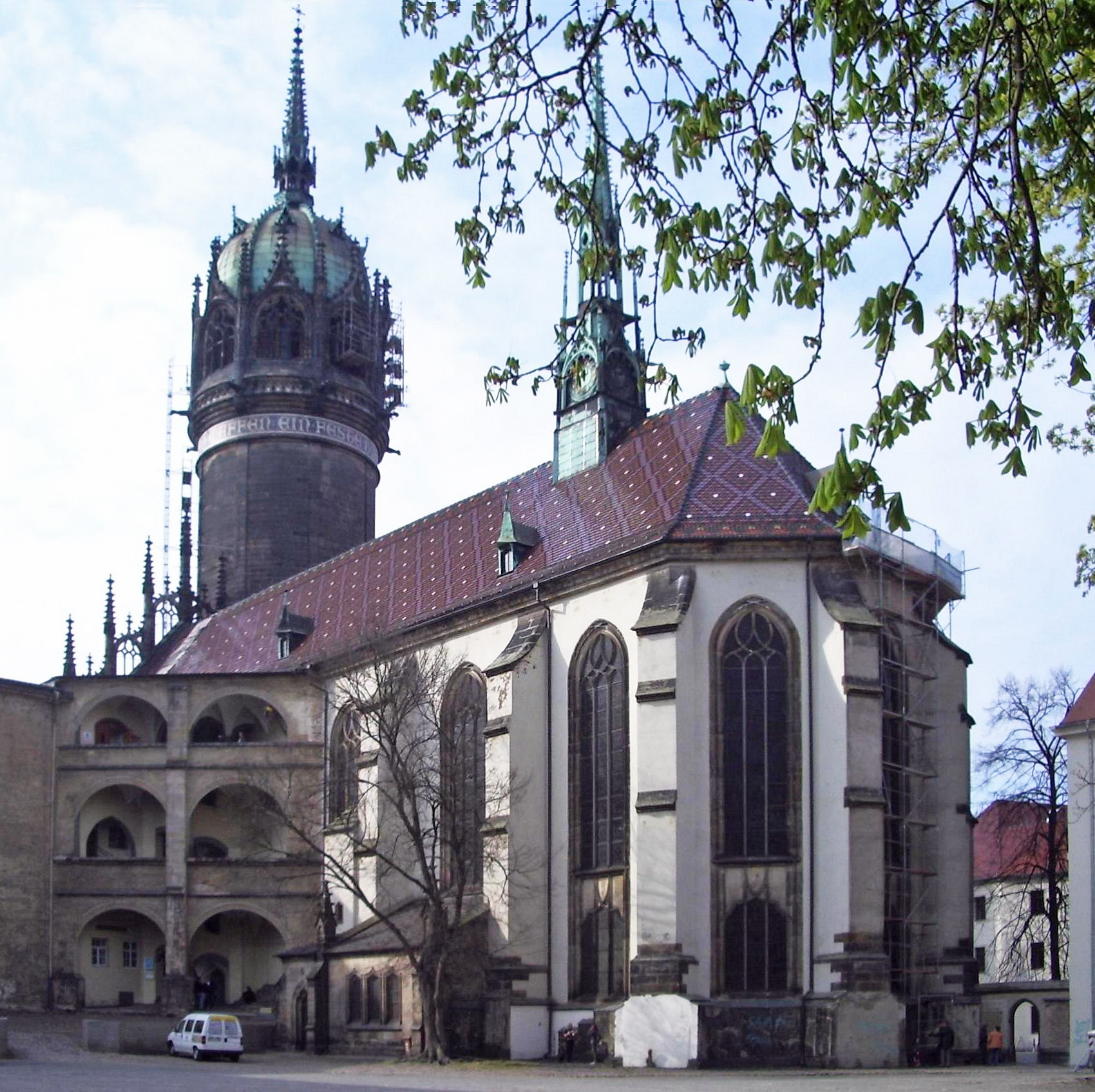
De Schlosskirche
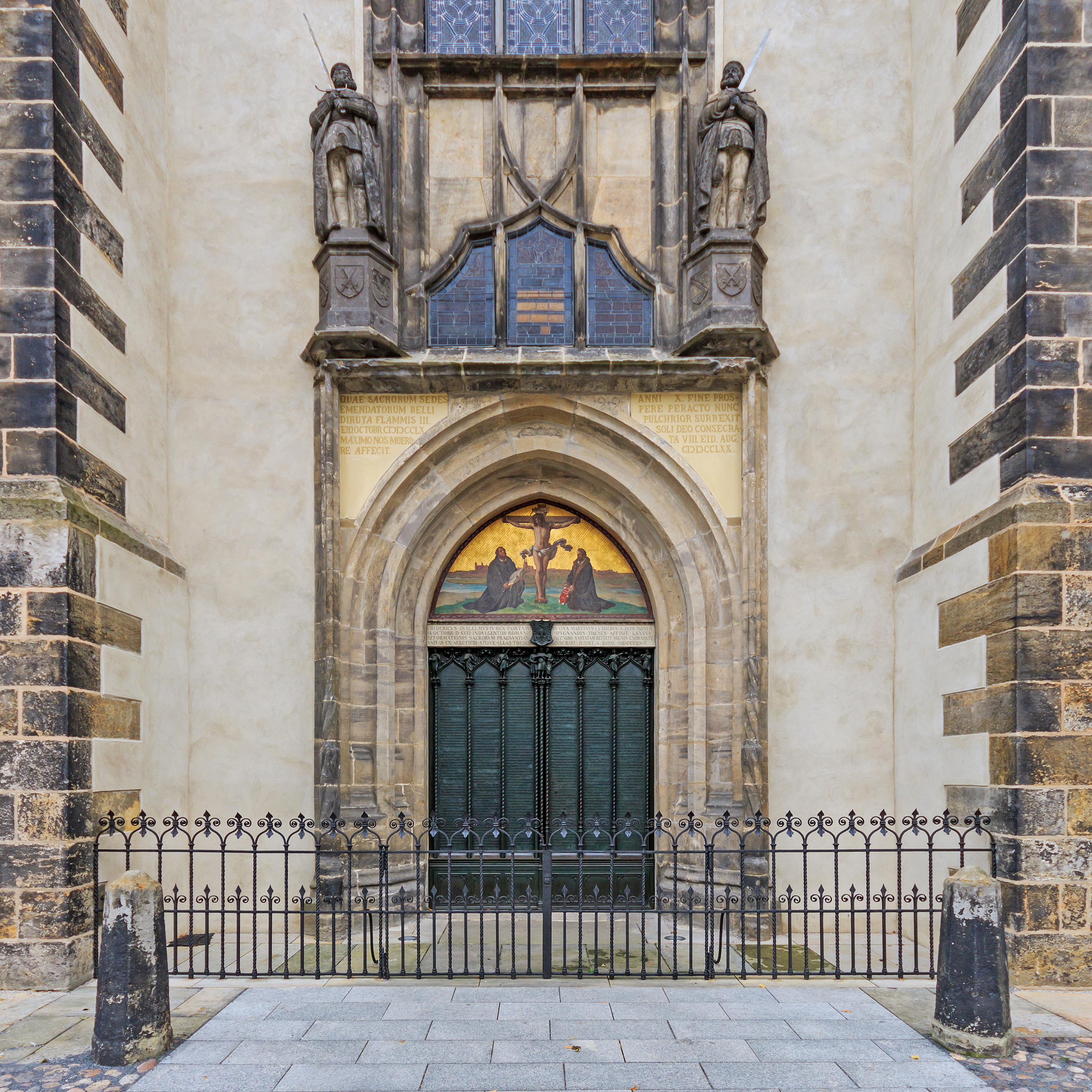
De deuren van de Schlosskirche
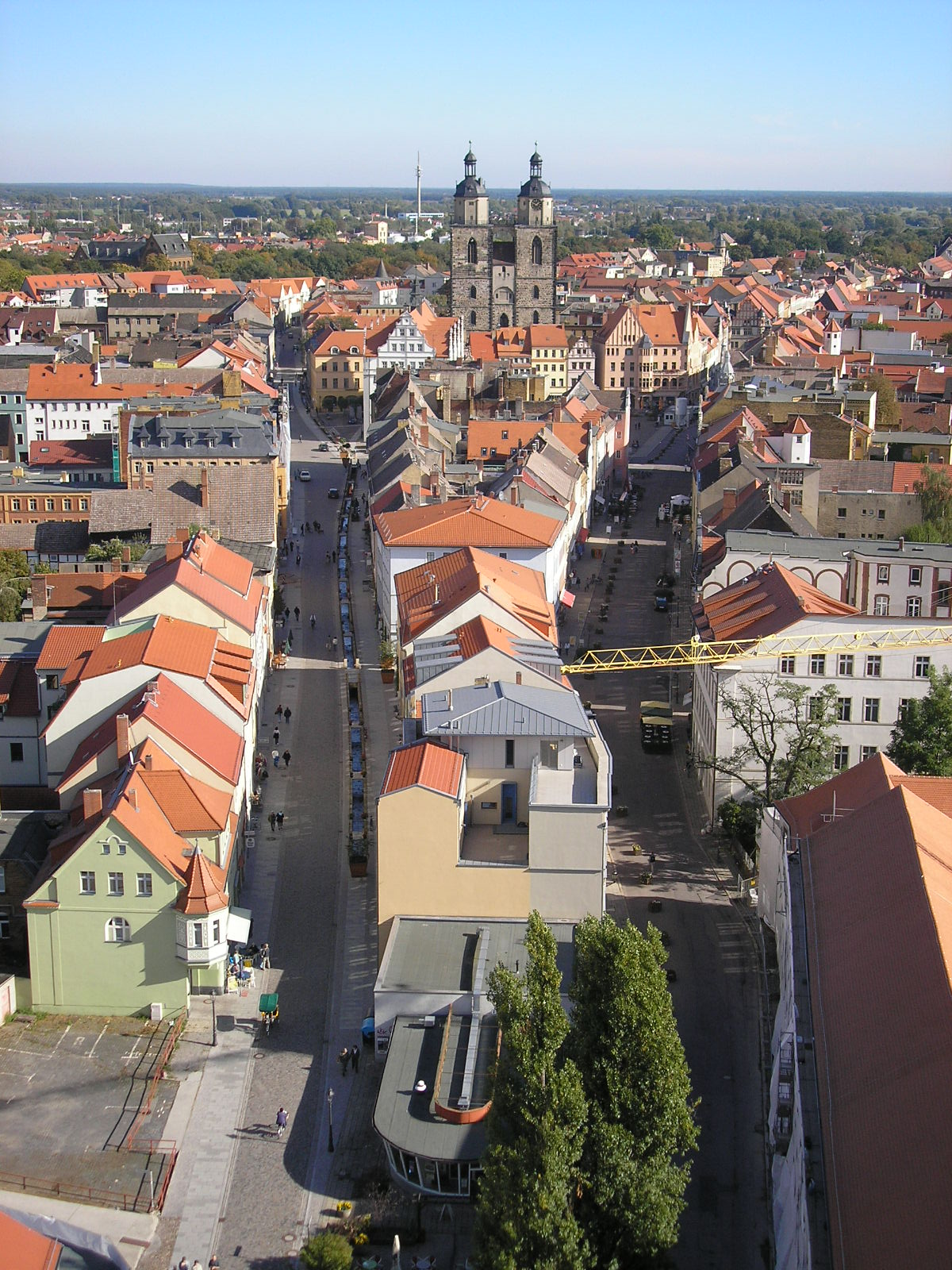
Zicht op het oude stadscentrum
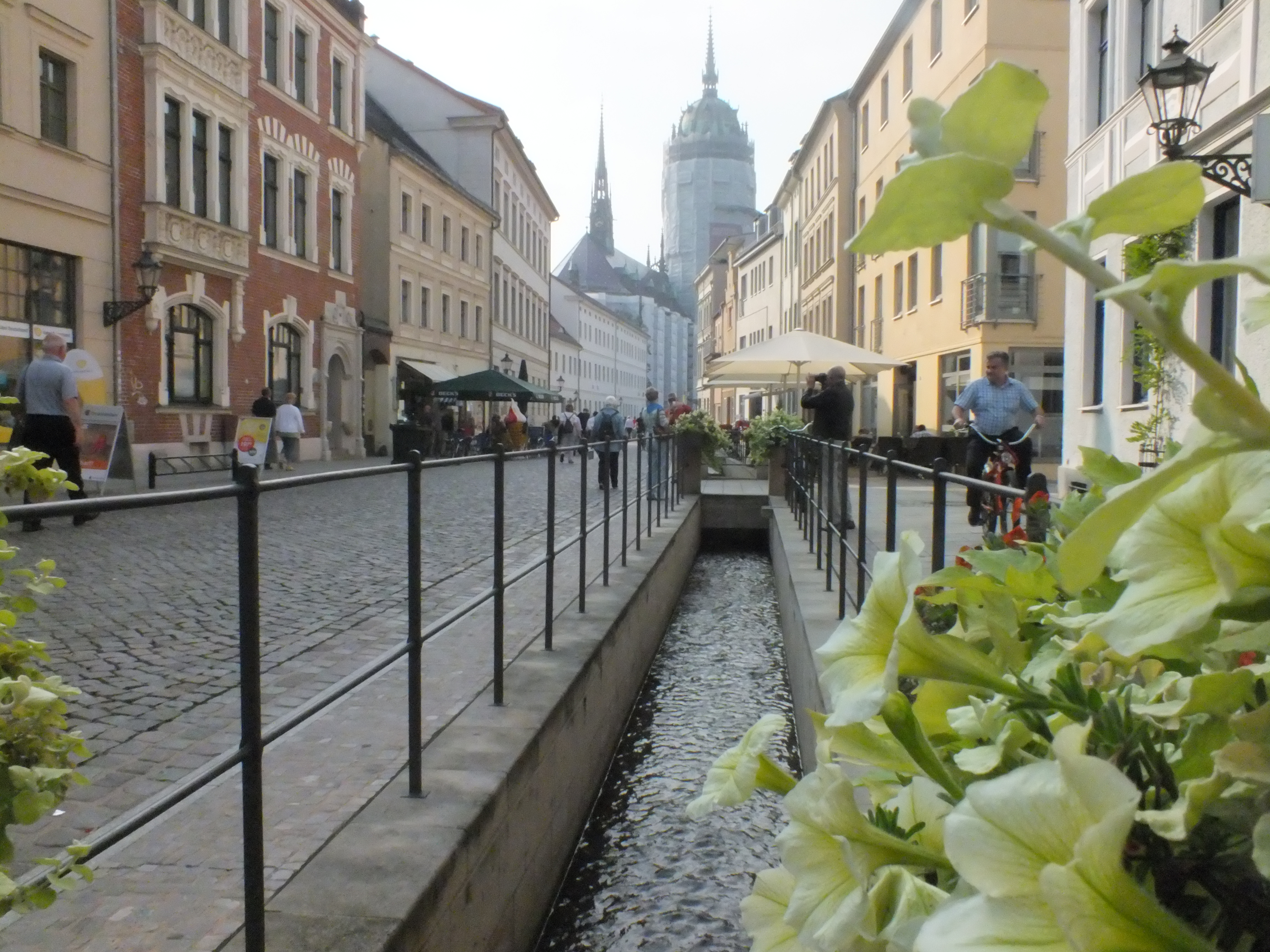
De Schlossstrasse
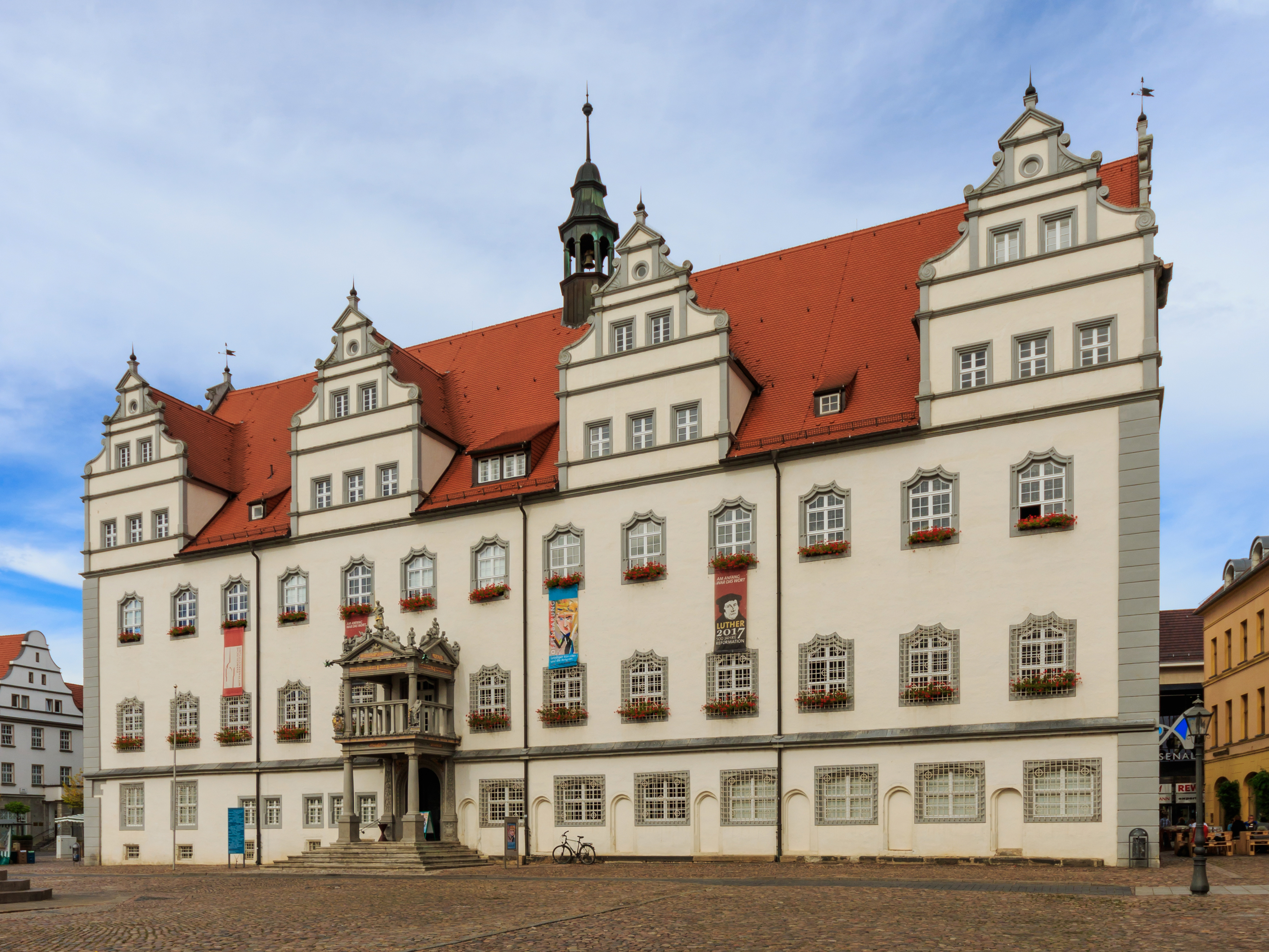
Altes rathaus
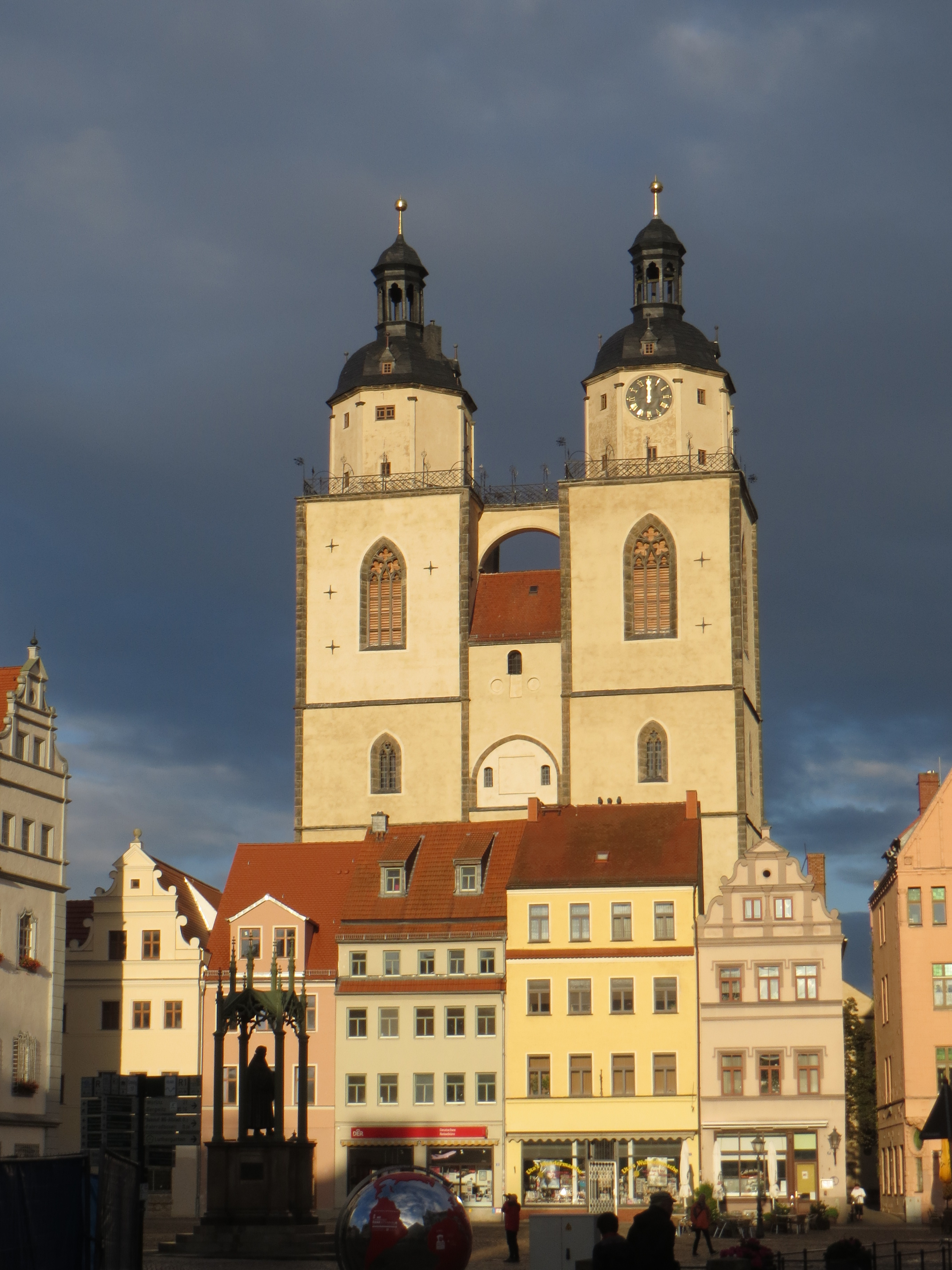
De Stadtkirche van Wittenberg
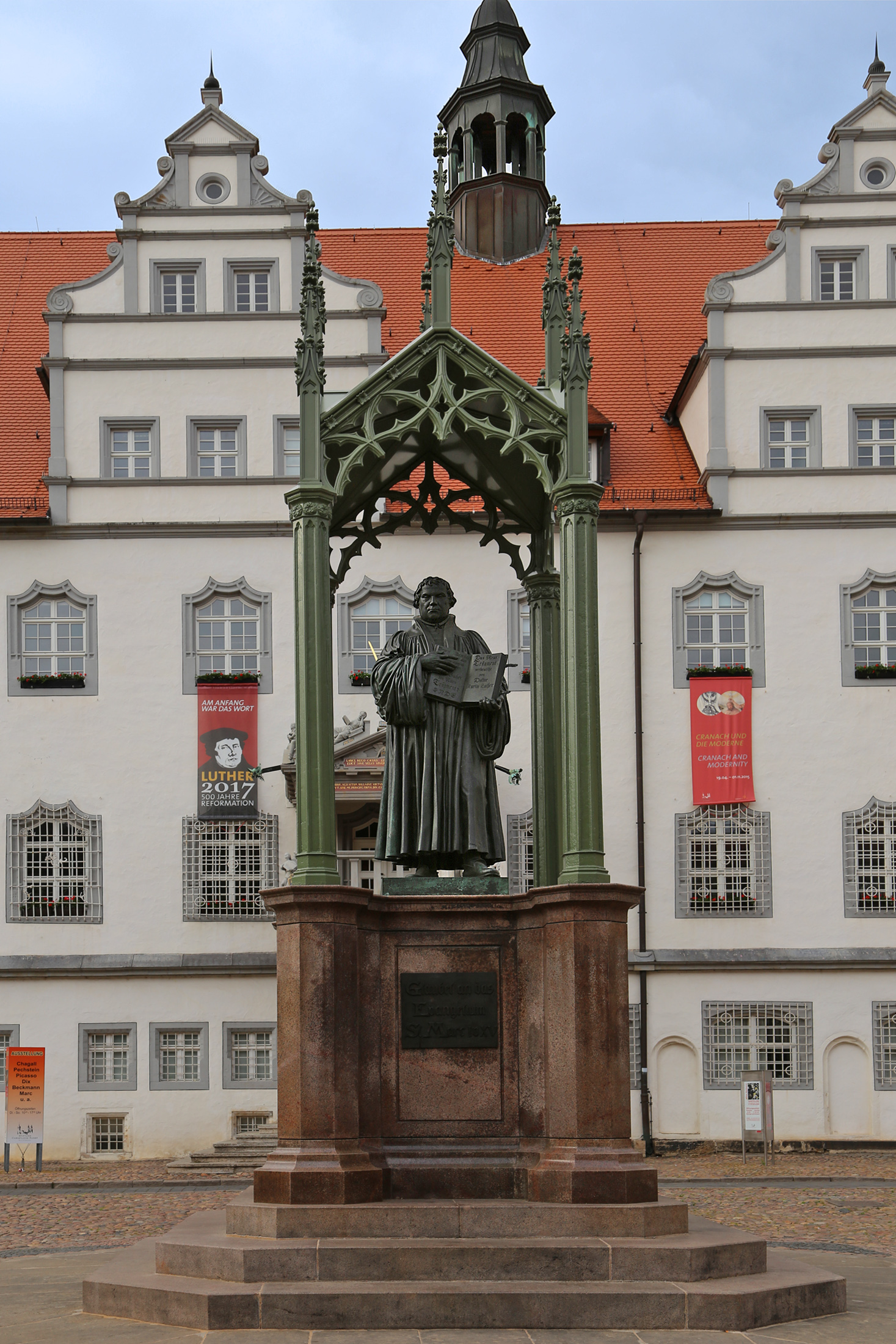
Standbeeld van Luther
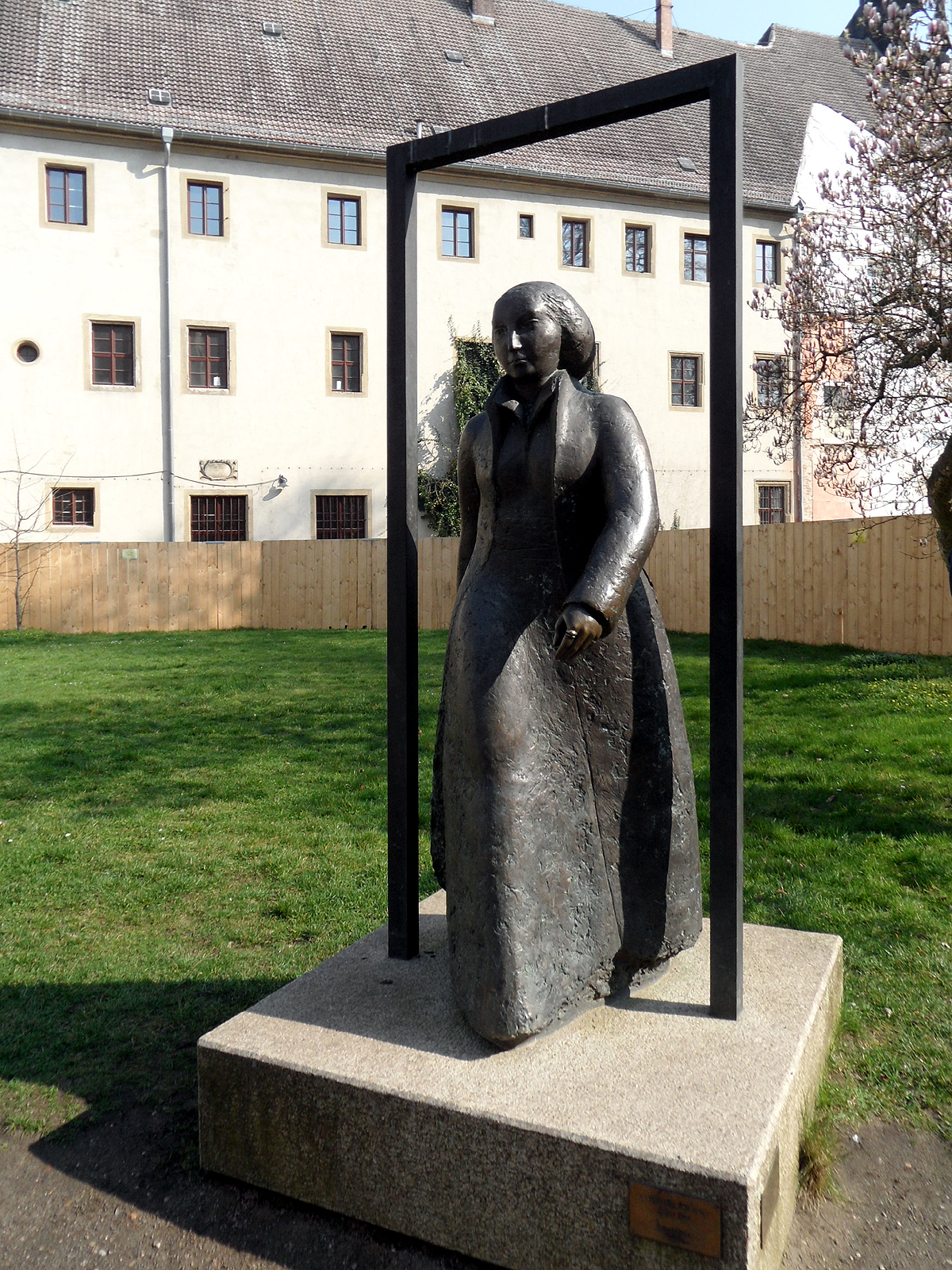
Standbeeld van Katharina von Bora
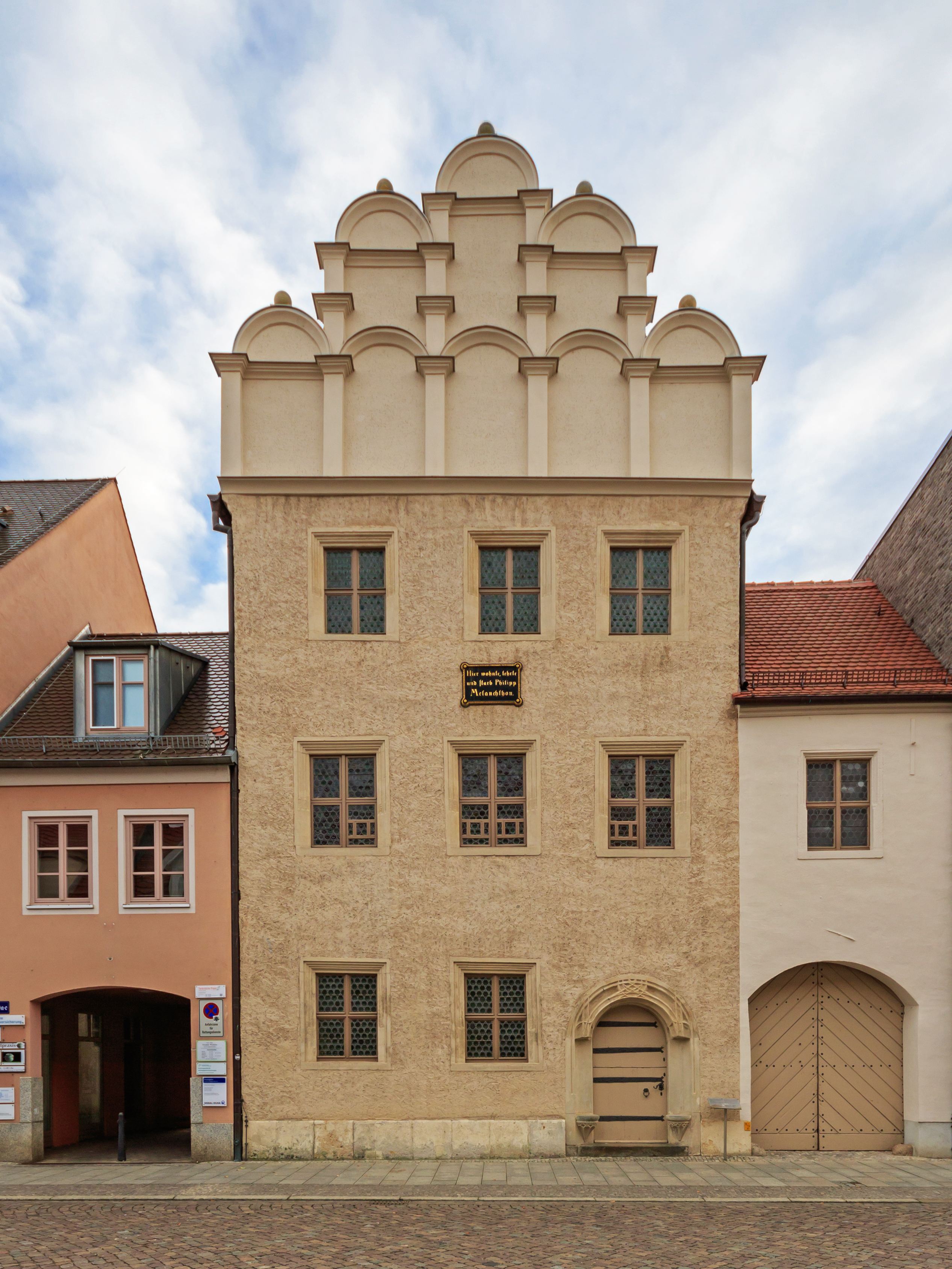
Melanchtonhaus
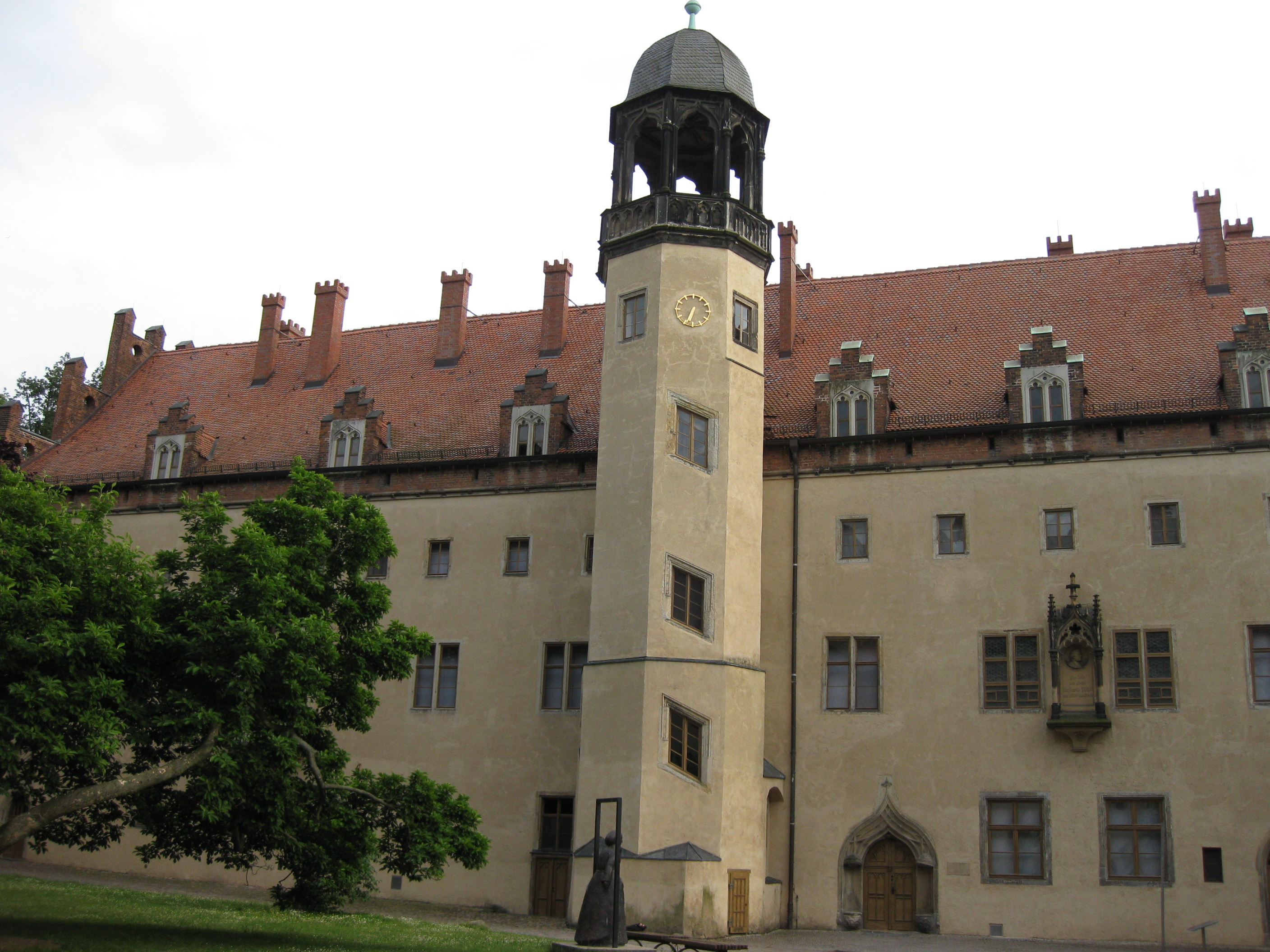
Lutherhaus